# Bene Veblen
I beni Veblen sono quelle merci per cui il desiderio di acquistarle da parte dei consumatori aumenta al crescere del loro prezzo, il che appare in contraddizione con la legge della domanda e dell'offerta. 

## Onomaturgia
Il nome deriva dall'economista Thorstein Veblen, che ne teorizzò le proprietà nel saggio La teoria della classe agiata (1899).
La definizione non implica che i beni Veblen esistano effettivamente, tuttavia si assume che alcuni tipi di beni di categoria superiore, come ad esempio vini pregiati o profumi, siano beni Veblen, in quanto una diminuzione nel loro prezzo non li farebbe più percepire come beni esclusivi o di alta categoria e farebbe decrescere il desiderio della gente di acquistarli.

## Analisi
Un corollario dell'effetto Veblen è che la riduzione del prezzo può aumentare la domanda in un primo momento, ma in seguito diminuirà la quantità domandata.
I seguenti concetti possono spiegare l'esistenza dei beni Veblen:
- emulazione pecuniaria (o successo pecuniario), che porta a un confronto invidioso (o a una distinzione invidiosa);
- trappola del consumo relativo;
- la relazione inversa tra il benessere di una persona e il reddito di un'altra;
- la soppressione dei tentativi espliciti di enfatizzare le differenze di status sociale.

La teoria dei beni Veblen ha dato un contributo significativo al marketing e alla pubblicità. Ci sono diversi studi che considerano i beni Veblen come uno strumento per sviluppare e mantenere una forte relazione con i consumatori. Sebbene i beni Veblen siano più accessibili per le famiglie ad alto reddito e le società benestanti siano solitamente conosciute come i gruppi di reddito target dei marchi Veblen, esse hanno sperimentato una tendenza ad allontanarsi dal consumo vistoso.